# Un millón de años luz
«Un millón de años luz» es una canción de la banda de rock argentina Soda Stereo, escrita por Gustavo Cerati. La versión original apareció en el quinto álbum de estudio Canción animal de 1990, como segunda pista de este. Esta versión se volvió a incluir en el álbum recopilatorio llamado Me verás volver de 2007, como decimotercera pista.
Es una canción que ha sido interpretada varias veces en vivo; aunque solo se han publicado en los álbumes en vivo El último concierto B, como octava pista y en el álbum Gira me verás volver CD2, también como octava pista. Cerati tocó la canción en los conciertos de 11 episodios sinfónicos y en algunos conciertos de la gira Siempre es hoy.

## Composición y análisis
La canción empieza con un sonido tenue de teclados, guitarra y voces susurradas. Al finalizar, empieza a sonar el riff principal del tema. El tempo y la línea descendente del bajo están inspirados en «Tempted», de Squeeze. Luego de que se menciona por última vez "yo estaré a un millón de años luz de casa", Cerati hace un solo de guitarra, que son mucho más extensos en las versiones en vivo que en la versión original.
Cabe destacar que en la versión del álbum El último concierto, fue editada la parte del solo que hace Gustavo Cerati, reduciéndola claramente con respecto a la original; en cambio, la versión de la gira Me Verás Volver no sufrió ningún corte en el solo.
Gustavo Cerati dijo sobre la canción:

“Para componerlo tomé un poco la idea original del Bolero de Ravel. Con esa guitarra enfrentada contra un bajo a contrapunto que tanto he usado. Me parece una canción interesante. Tiene algo como épico. El riff que deambula durante toda la canción fue lo primero que pude obtener. Es además una composición que me permitió darme cuenta de como el deseo de estar bien puede convertirse en una melodía esperanzadora, donde parece que uno pudiera tocar la belleza en un nivel un poco más allá de lo usual, transformada en una dulce venganza: ‘no vuelvas sin razón porque no voy a estar aquí, sino a un millón de años luz’.”[cita requerida]

## Listado de canciones
| Disco de vinilo promocional de 7 pulgadas |                         |          |  |
| N.º                                       | Título                  | Duración |  |
| 1.                                        | «Un millón de años luz» | 5:03     |  |
| 2.                                        | «Hombre al agua»        | 5:53     |  |
| 10:56                                     |                         |          |  |

## Créditos y personal
- Gustavo Cerati: compositor, letrista, vocalista y guitarrista
- Zeta Bosio: corista y bajista
- Charly Alberti: baterista